# Airbus Defence and Space
Airbus Defence and Space ist eine Division (Geschäftsbereich) der Airbus Group, spezialisiert auf militärische Luftfahrt, militärische und zivile Raumfahrtsysteme sowie Kommunikationstechnologie für Verteidigung und Sicherheit. Airbus Defence and Space bezeichnet eine Managementstruktur und entspricht keiner juristischen Person. Sie ging aus den früheren EADS-Divisionen Cassidian, Airbus Military und Astrium hervor. Die rechtliche Gliederung erfolgt in vier Gesellschaften, mit dem entsprechenden Zusatz (GmbH, SAS, SA, Ltd.) für die Länder Deutschland, Frankreich, Spanien und Großbritannien.

## Geschichte

Früheres Logo (bis 2017)

Nachdem die Fusion zwischen EADS und dem britischen Rüstungskonzern BAE Systems gescheitert war, sah EADS-Chef Tom Enders aufgrund veränderter Marktstrukturen in der europäischen Luft- und Raumfahrtindustrie Reformbedarf bei EADS. Mit der Umstrukturierung des Mutterkonzerns wurden Cassidian, Airbus Military und Astrium nun zusammengelegt, um die Wettbewerbsfähigkeit zu steigern und die allgemeine Marktposition zu verbessern. Die Umstrukturierung wurde im 1. Halbjahr 2014 durchgeführt.
Im Zuge weiterer Umstrukturierungen wurde 2014 beschlossen, sich von Non-core-Geschäftsfeldern zu trennen. Dies beinhaltet den Bereich der Verteidigungselektronik (Avionik, Radar und Systeme für die elektronische Kampfführung), der in der Airbus DS Electronics and Border Security GmbH zusammengefasst wurde, sowie die vormalige Airbus DS Optronics GmbH (ehemals Zeiss Optronics). Am 18. März 2016 wurde für diese Gesellschaften der Kaufvertrag mit dem Finanzinvestor KKR abgeschlossen. Seitdem agiert das neugegründete Unternehmen unter dem Markennamen Hensoldt.

## Organisation

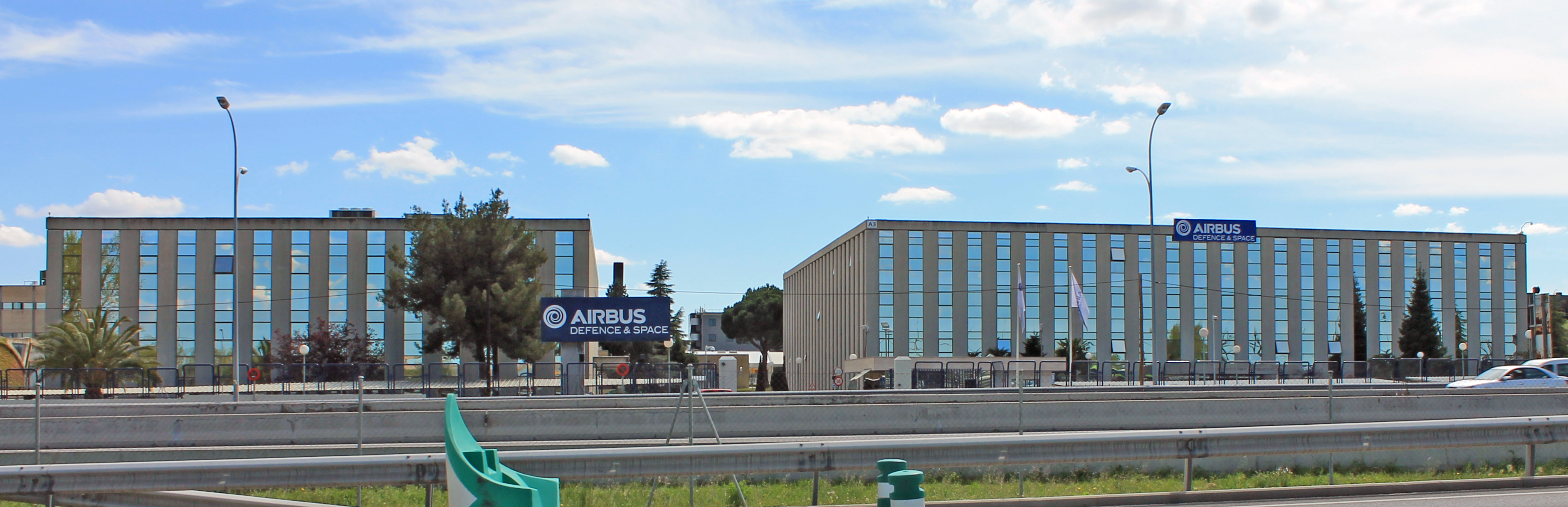
Bürogebäude im spanischen Madrid

Airbus Defence and Space teilt sich in drei Sparten auf (Stand 2013):
- Military Aircraft, verantwortlich für fighter aircraft, airlifters, aerial refueling tankers und airborne warfare systems.
  - Globaler Angriff
  - Mobilität
  - Überwachung und Gefecht
  - Raketen und unbemannte luftgestützte Systeme
- Space Systems, verantwortlich für Space exploration, Space Launch Systems, missile defence, satellites, andere networking services sowie Orion Multi-Purpose Crew Vehicle (Orion MPCV) und Space-Station-Programme.
  - Informationslösungen
  - Strategische Raketenabwehrsysteme
  - Netzwerk und taktische Systeme
  - Weltraum- und Geheimdienstsysteme
  - Weltraumerkundung
- Communications, Intelligence and Security, verantwortlich für „providing intelligence to various governmental agencies“.
  - Sicherstellung von Kommunikationslösungen für Militär, öffentliche Hand, institutionelle Akteure und Nutzer
  - Airbus Cyber Security[10] – Zusammenführung von gesicherten Ende-zu-Ende-Sicherheitslösungen, Nutzbarmachung von Multiple-Bandbreite-Optionen in Verbindung mit „überzeugender Infrastruktur-Erfahrung“
  - Airbus DS Communications – ein nordamerikanisches Unternehmen der öffentlichen Sicherheit, das „9-1-1-Gesprächsabwicklung“ sicherstellt, Emergency Notification Systems[11], NG9-1-1 Call Routing Solutions[12], und Land Mobile Radio[13]

## Standorte
Airbus Defence and Space hat folgende europäische Standorte:
- in Deutschland[14] Backnang, Berlin, Bremen, Immenstaad am Bodensee, Jena, Kiel, Koblenz, Köln, Lampoldshausen, Manching, Taufkirchen (bei München), Potsdam, Sulzbach (Taunus), Trauen und Ulm
- in Frankreich Elancourt, Les Mureaux, Bordeaux und Toulouse sowie Kourou in Französisch-Guayana
- in Großbritannien Newport, Portsmouth und Stevenage
- in Spanien Getafe, Madrid-Barajas, Puerto de Santa Maria (2023 als Airbus Cádiz an die Konzernmutter angegliedert[15]) und Sevilla (San Pablo und Tablada)
- in Italien Rom
- in der Schweiz Muri bei Bern
- in den Niederlanden Leiden

## Beteiligungen
- Aérospatiale Protection Systèmes
- Hensoldt Optronics GmbH (25,1 %, Teil der Hensoldt-Gruppe), (ehemalige Airbus DS Optronics GmbH)[16]
- Hensoldt Sensors GmbH (25,1 %, Teil der Hensoldt-Gruppe), (ehemalige Airbus DS Electronics and Border Security GmbH)

Tochterunternehmen sowie Gemeinschaftsunternehmen von Airbus Defence and Space (Military Aircraft)
- ArianeGroup
- Atlas Elektronik (Systeme für Über- und Unterwasser-Seestreitkräfte) (bis 3. April 2017)
- Aviation Défense Service
- Cassidian Communications (Nordamerika)
- Dornier Consulting
- Emiraje Systems
- Energia Satellite Technologies
- Eurofighter Jagdflugzeug
- EuroHawk
- Fairchild Controls
- Flugzeug-Union Süd
- Get Electronique
- GFD Gesellschaft für Flugzieldarstellung
- GEW Technologies (Grintek Ewation)
- ifrSKEYES (IT-Komplettdienstleister, der auf die Verwaltung der Flugzeugwartung und Flugbetrieb spezialisiert ist) / Apsys Risk Engineering GmbH
- L&T Cassidian
- Matra Électronique
- MBDA
  - Bayern-Chemie Gesellschaft für flugchemische Antriebe mbH
  - TDW Gesellschaft für verteidigungstechnische Wirksysteme mbH
  - COMLOG Gesellschaft für Logistik mbH
  - euroMEADS Air Defence Systems Beteiligungs GmbH
  - Euromissile G.I.E.
  - GLVS-Gesellschaft für Luftverteidigungssysteme mbH
  - PARSYS GmbH
  - RAM-System GmbH
  - TAURUS Systems GmbH
- Panavia
- Signalis (maritime Sicherheitslösungen)
- United Monolithic Semiconductors

Tochterunternehmen sowie Gemeinschaftsunternehmen von Airbus Defence and Space (Space Systems)
- Arianespace (Astrium Space Transportation 28,6 Prozent), der Vermarkter der Trägerraketen Ariane 5 und Vega
- Compagnie Industrielle des Lasers (CILAS)
- Computadoras, Redes e Ingeniería
- Dutch Space (Astrium Space Transportation), ein Hersteller von Solarpanelen, Raketenkomponenten und Instrumenten für wissenschaftliche Satelliten
- Eurockot Launch Services, der Vermarkter der russischen Trägerrakete Rockot
- Equatorial Sistemas
- iMass
- Jena-Optronik
- Astrium Services
- Intespace (Service- und Engineering-Unternehmen)
- London Satellite Exchange
- MilSat Services
- Nucletudes
- Paradigm Secure Communications (Astrium Services), ein Anbieter von militärischer Satellitenkommunikation
- Sodern
- Starsem (Astrium Space Transportation 35 Prozent), der kommerzielle Anbieter der russischen Sojus-Rakete
- Surrey Satellite Technology Limited (SSTL)
- Spot Image
- Synertech
- Tesat-Spacecom, ein Hersteller von Nutzlasten für Kommunikationssatelliten

## Produkte

### Militärflugzeuge
Der Bereich Military Aircraft Systems entstand aus der Zusammenführung der ehemaligen EADS-Division Cassidian und Airbus Military.
Die Produktpalette besteht aus:
- Kampfflugzeugen: Eurofighter Typhoon, Panavia Tornado
- Transportflugzeugen: Airbus A400M
- Tankflugzeugen: Airbus A330 MRTT
- leichten und mittelschweren Transport- und Aufklärungsflugzeugen: Airbus C-212, Airbus CN-235 und Airbus C-295
- Flottenunterstützungslösungen
- unbemannten Flugsystemen: Barracuda, Talarion, SIRTAP und EuroMALE
- Air Services und Wartung, Reparatur & Instandhaltung (MRO)
- Ausbildung und Support über die gesamte Produktlebensdauer

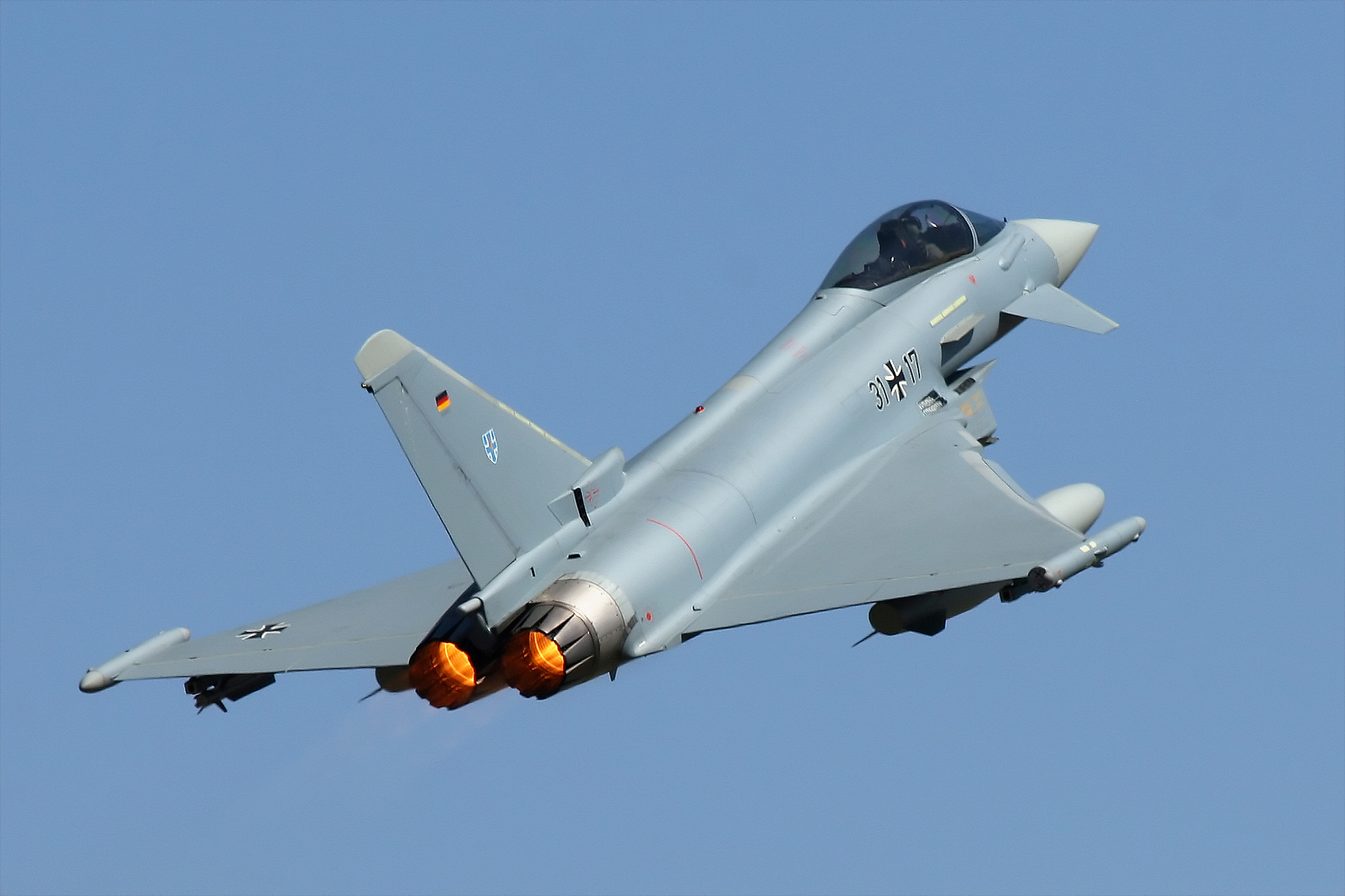
Eurofighter
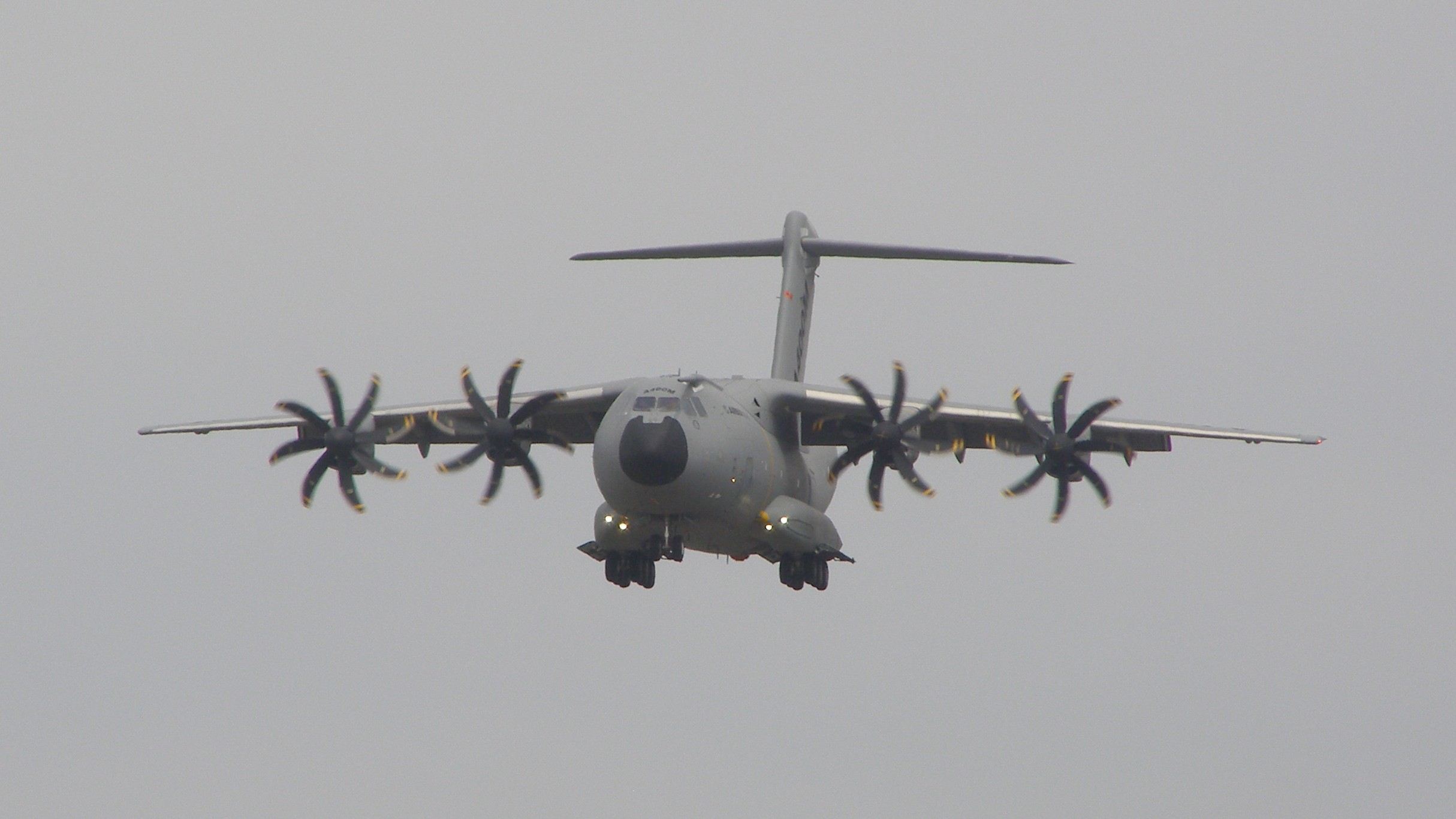
Airbus A400M
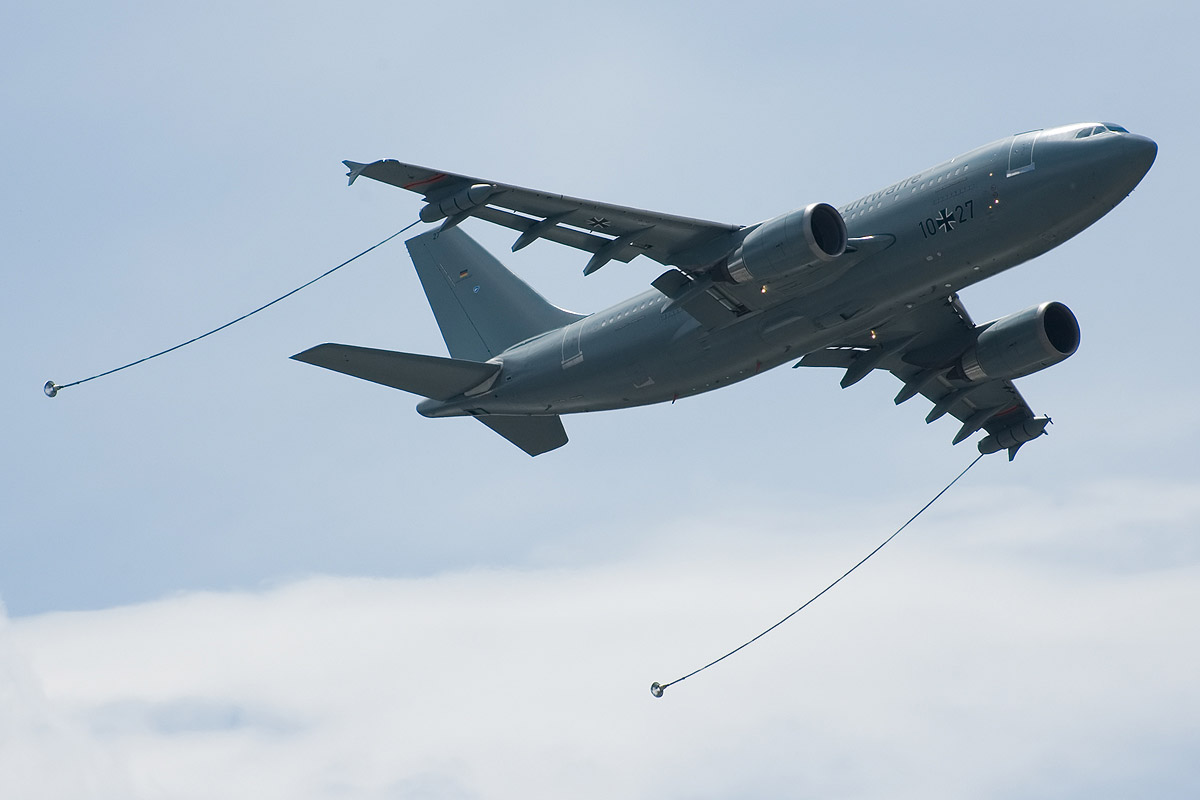
Airbus A310 MRTT
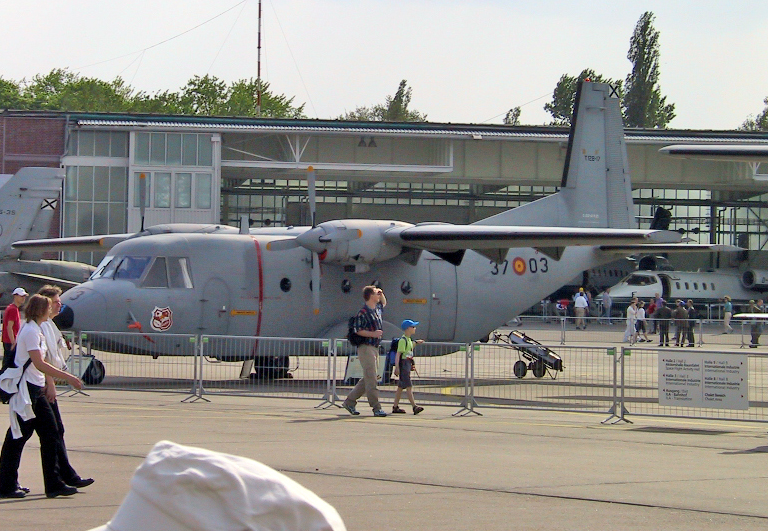
CASA C-212
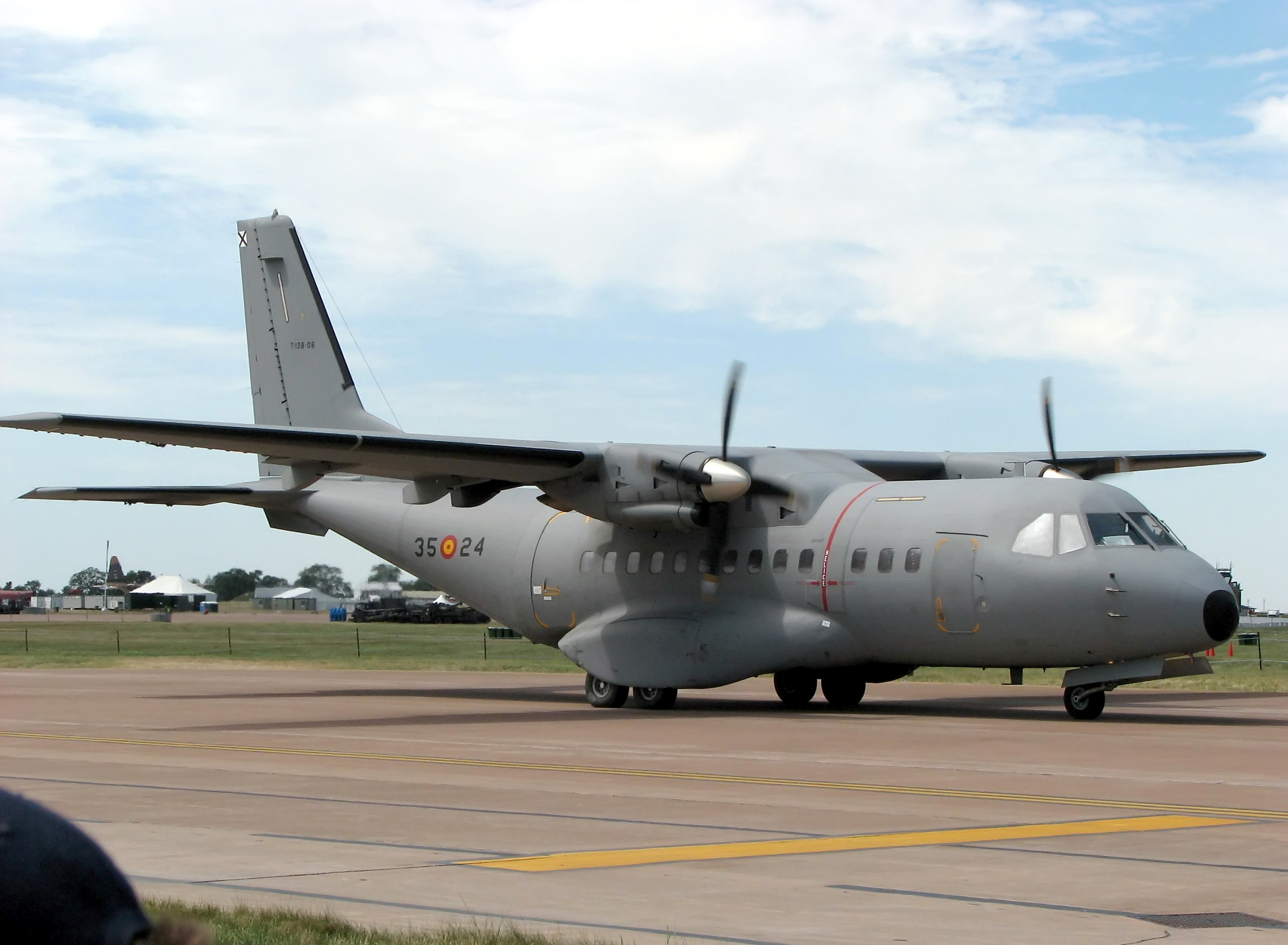
CASA C-235
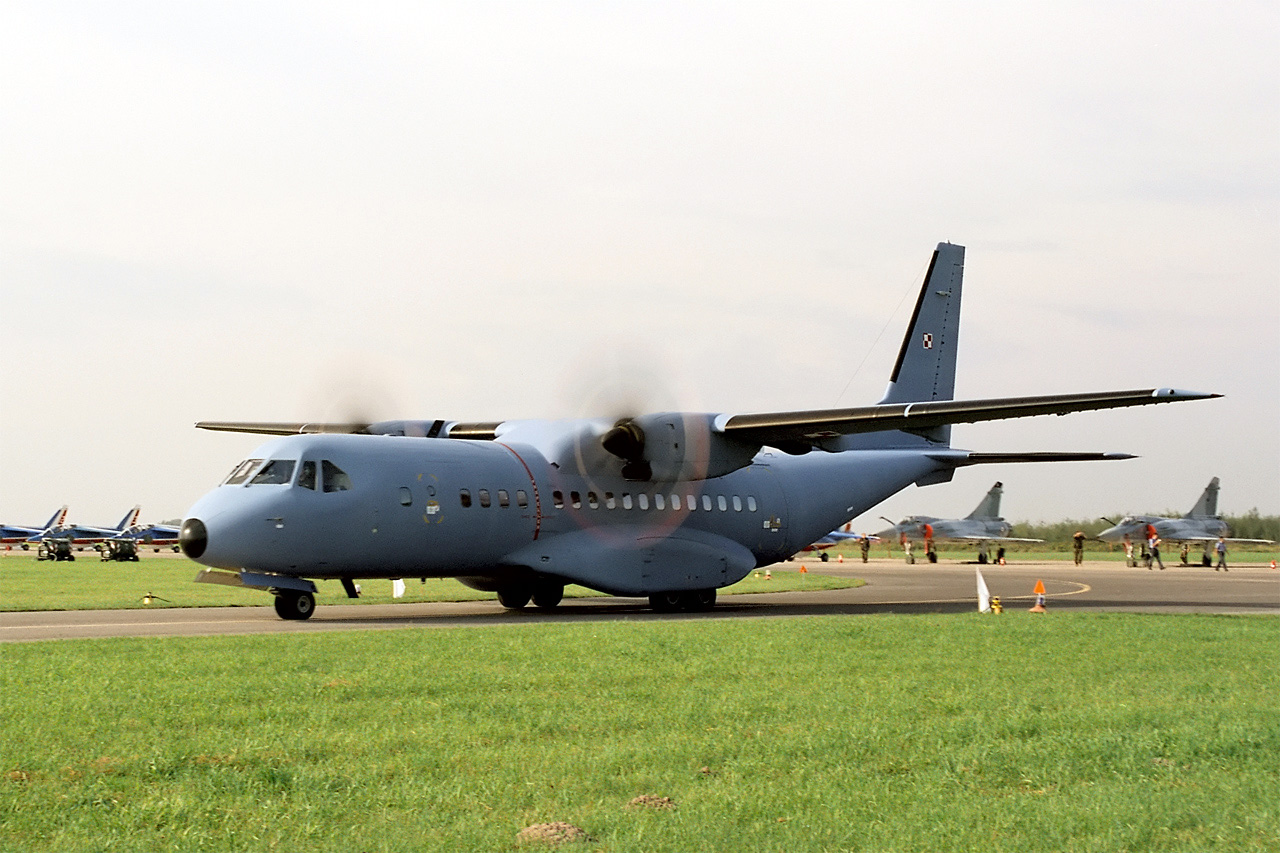
CASA C-295
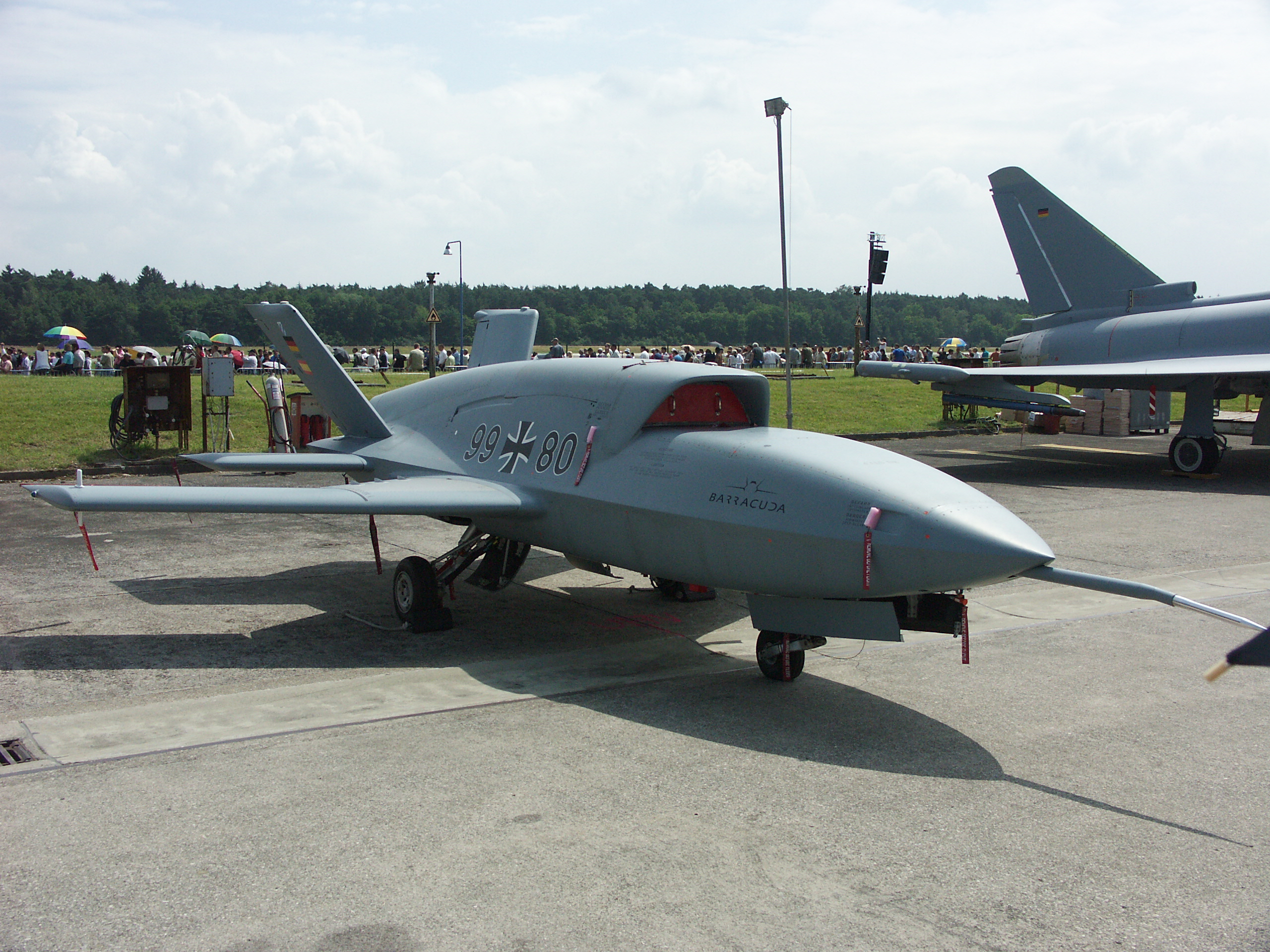
Barracuda

| Typ                      | Flugzeugart                       | Bestellungen | Auslieferungen | Im Flugdienst | 1. Auslieferung                    | Produktionsende       |
| ------------------------ | --------------------------------- | ------------ | -------------- | ------------- | ---------------------------------- | --------------------- |
| Airbus A310-300 MRT/MRTT | Transport- und Betankungsflugzeug | 6 (nur MRTT) | 6              | 2             | 25. März 1999 (Erstflug Umrüstung) | März 1998 (Neubauten) |
| Airbus A330 MRTT         | Transport- und Betankungsflugzeug | 78           | 60             | 60            | 15. Juni 2007 (Erstflug)           |                       |
| Airbus A400M             | militärisches Transportflugzeug   | 178          | 127            | 127           | 1. August 2013                     |                       |
| CASA C-212               | militärisches Transportflugzeug   | 492          | 485            | 206           | Mai 1974                           | Dezember 2012         |
| CASA CN-235              | militärisches Transportflugzeug   | 290          | 286            | 240           | 1. März 1988                       |                       |
| CASA C-295               | militärisches Transportflugzeug   | 301          | 225            | 223           | Oktober 2001                       |                       |
| Eurofighter Typhoon      | Mehrzweckkampfflugzeug            | 680          | 607            | 600           | 4. August 2003                     |                       |

### Raumfahrttechnik
Der Bereich Space Systems entstand aus den Astrium-Divisionen Space Transportation und Satellites.
Die Produktpalette besteht aus:
- Trägerraketen (kommerziell und militärisch, einschließlich für die französischen strategischen Seestreitkräfte – FOST): Ariane (Rakete)
- Orbitalsystemen: Columbus (ISS) und das Automated Transfer Vehicle
- ENS-Satelliten (Earth Observation, Navigation and Science) und Raumsonden
- Telekommunikationssatelliten
- Antriebssystemen und Raumfahrtausrüstung
- Elektronik für Raumfahrtplattformen
- Elektronik für weltraumgestützte Nutzlasten

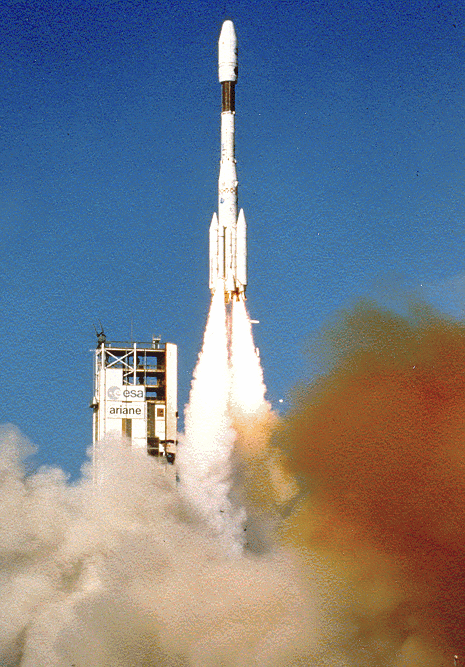
Ariane-44lp
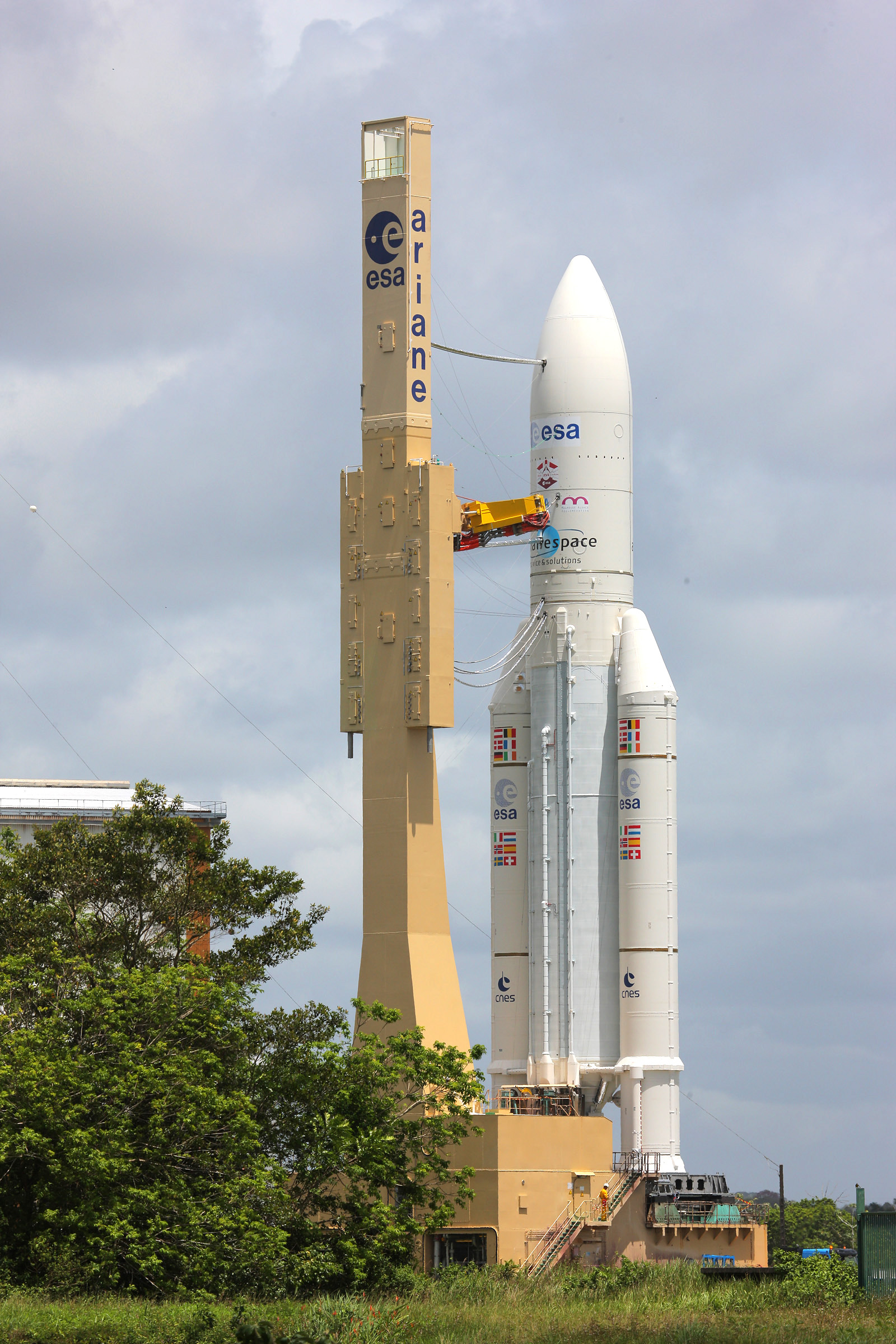
Ariane 5ES mit ATV 4
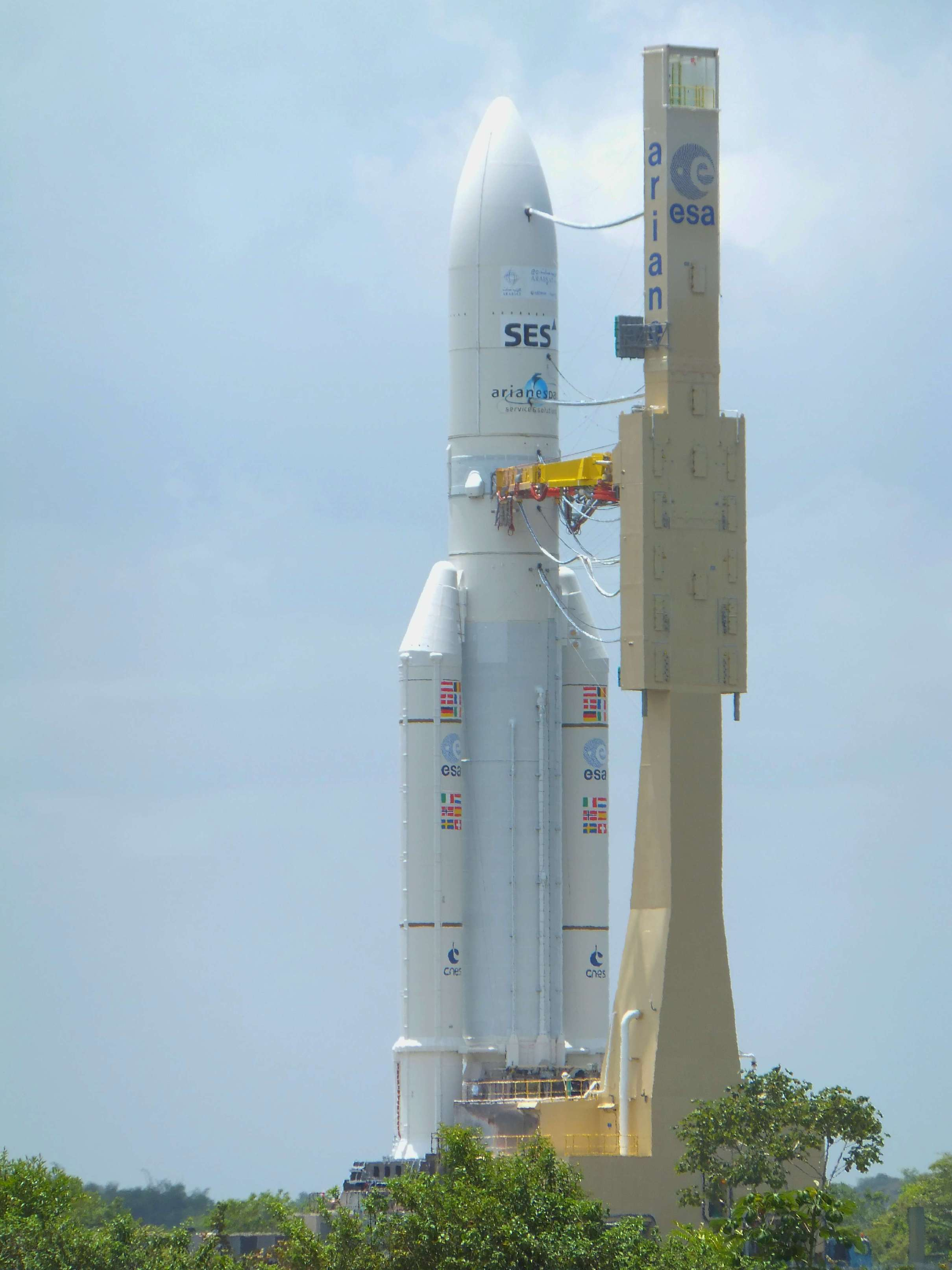
Ariane 5ECA
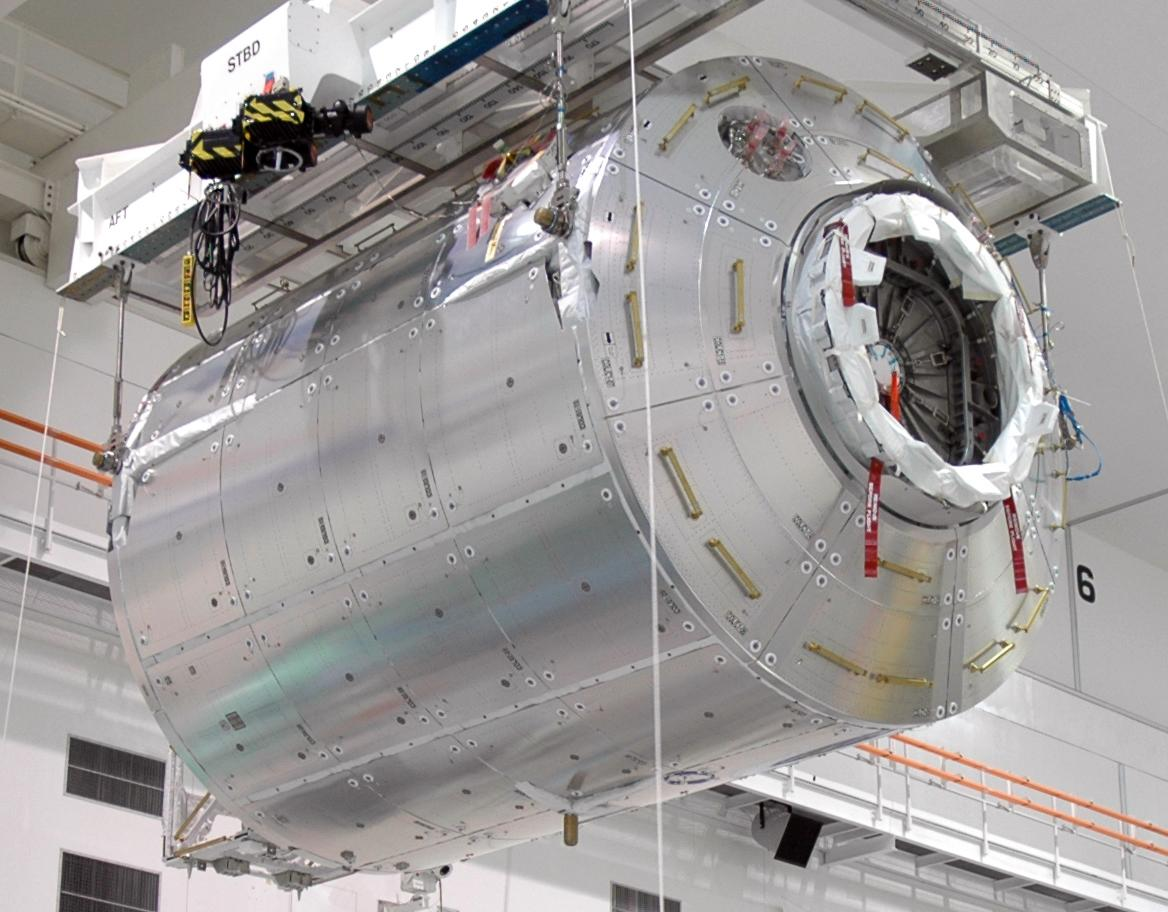
Raumlabor Columbus
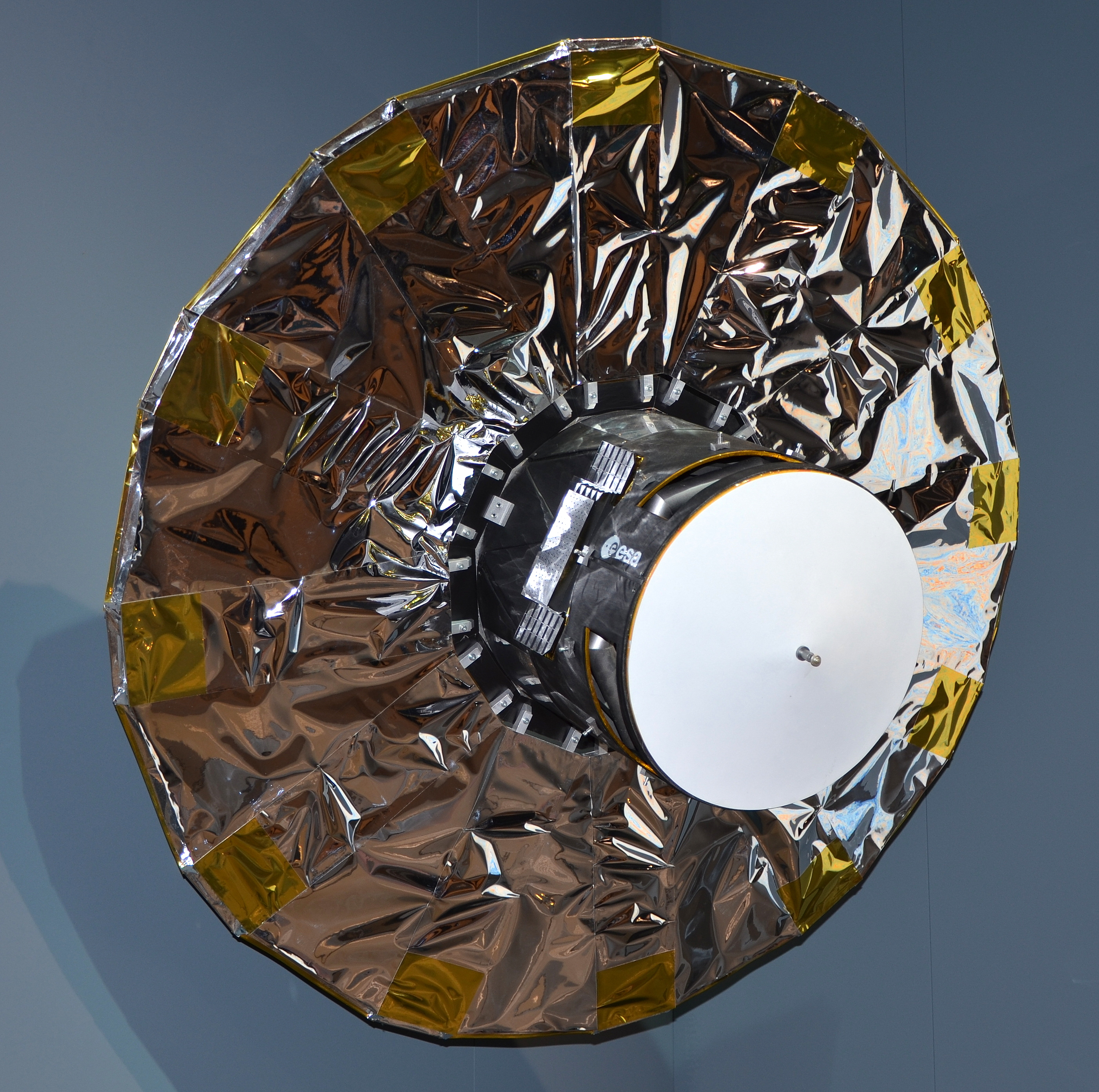
Raumsonde Gaia
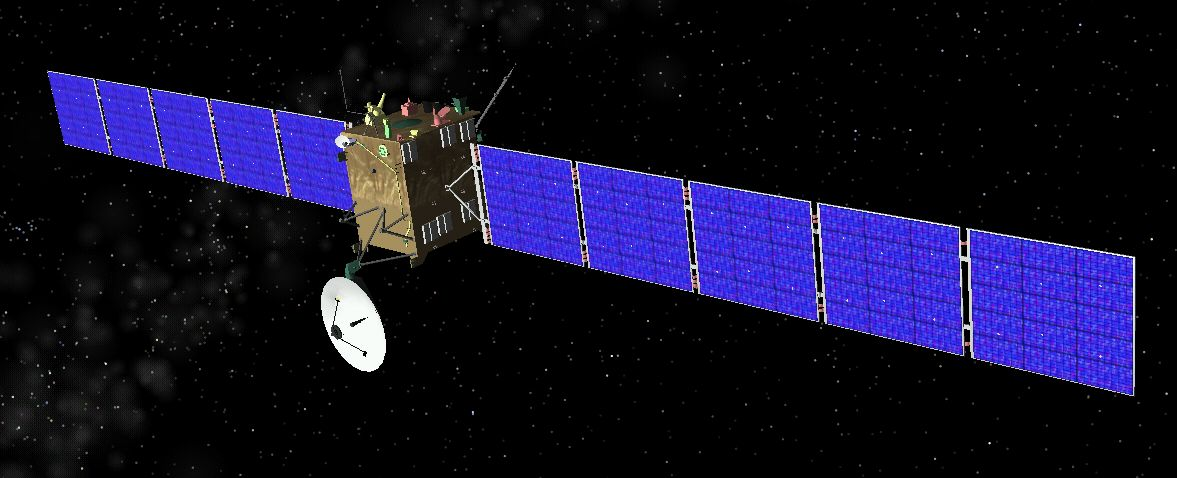
Sonde Rosetta

### Kommunikation, Aufklärung und Sicherheit
Der Bereich Communication, Intelligence & Security wurde neu aufgestellt und ist für die Produkte zur satellitengestützten und terrestrischen Kommunikation sowie für Dienste und Lösungen in den Bereichen Aufklärung und Sicherheit verantwortlich.
Die Produktpalette besteht aus:
- abhörsicheren mobilen Funksystemen
- Satellitenkommunikation
- Grenzsicherungssystemen
- C4ISR
- Verteidigungssystemen
- Cyber-Sicherheit
- Geoinformationssystemen